# Rue Hector-Malot
Pour les articles homonymes, voir Hector Malot et Malot.
La rue Hector-Malot est une voie située dans le quartier des Quinze-Vingts du 12e arrondissement de Paris, en France.

## Situation et accès

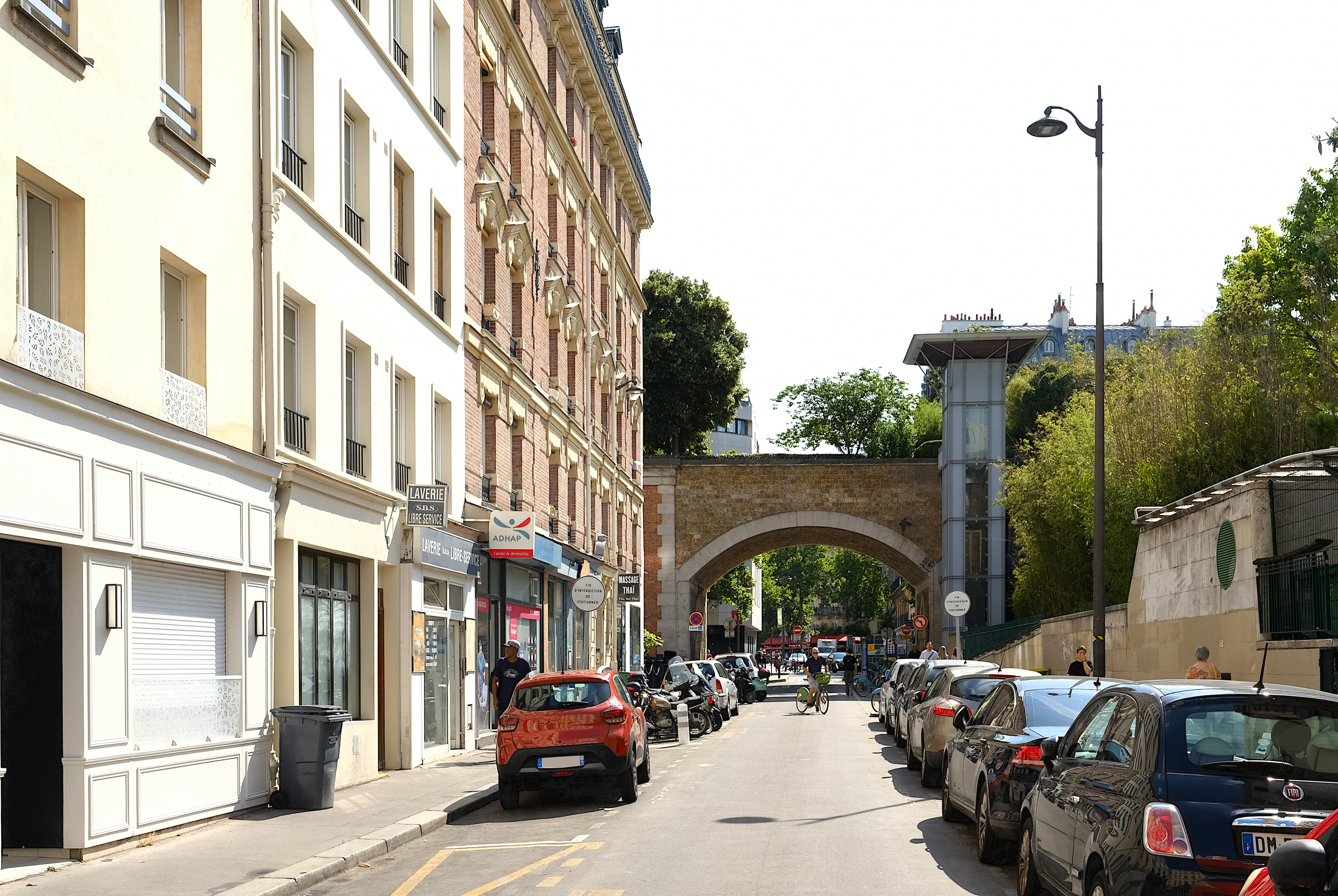
La rue Hector-Malot depuis la rue de Charenton vers l'avenue Daumesnil.

La rue Hector-Malot est accessible par les lignes de métro 1 et 14 à la station de métro Gare de Lyon.

## Origine du nom
La rue porte le nom de l'écrivain français Hector Malot (1830-1907). 

## Historique
Cette rue est un ancien chemin rural. Longue de 460 m, elle reliait la rue de Bercy à la rue de Charenton. Elle figure sur le plan d'Albert Jouvin de Rochefort (1672) sous le nom de « rue du Port-au-Plâtre ». Sur d'autres plans, elle apparaît sous le nom de « Clochepin ». Sur le plan d'Edme Verniquet, elle apparaît sous la dénomination de « des Charbonniers ». Ce n'est alors qu'un chemin entouré de constructions légères. La largeur de la rue est fixée à 10 m par une décision ministérielle du 16 ventôse an XII et à 14 m par une ordonnance royale du 1er juin 1828. L'embarcadère de chemin de fer de Paris à Montereau (actuelle gare de Lyon), mis en service en 1847, est construit sur la partie méridionale de la rue des Charbonniers.
Un décret du 16 avril 1859 supprime la rue des Charbonniers entre le boulevard Mazas (actuel boulevard Diderot) et l'avenue de Vincennes (actuelle avenue Daumesnil). Le même décret revient sur l'ordonnance du 1er juin 1828 et fixe la largeur de la rue des Charbonniers au nord de l'avenue de Vincennes à 11 m. Dans les faits, un îlot triangulaire est délimité par l'avenue Daumesnil et le boulevard Diderot, la rue des Charbonniers en marquant la limite occidentale.
Elle prend le nom de « rue Hector-Malot » par arrêté du 16 juillet 1912, approuvé par décret du 26 août 1912. En 1990, une partie de la rue a été intégrée dans la rue de Chalon.

## Bâtiments remarquables et lieux de mémoire
- Au no 17, le jardin Charlotte-Valandrey (ancien jardin Hector-Malot) et la Promenade plantée.